# Rena Horten
Rena Horten (eigentlich Renate Hütte; * 11. Februar 1941; † 11. November 2009) war eine deutsche Schauspielerin.

## Leben
Renate Hütte wuchs in Berlin-Steglitz auf. Ihre erste Filmrolle spielte sie 1962 in Artur Brauners Produktion Sherlock Holmes und das Halsband des Todes. Im nächsten Jahr folgte eine kleine Rolle im Edgar-Wallace-Film Zimmer 13.
Bei ihrer dritten Filmarbeit, der 1964 wiederum in Artur Brauners Berliner Studios entstandenen Literaturverfilmung Fanny Hill, lernte sie den Regisseur Russ Meyer kennen. Sie wurde seine Lebensgefährtin, zog mit ihm nach Hollywood und trat fortan unter dem Namen Rena Horten auf. In Meyers nächstem Film Mudhoney – Im Garten der Lust spielte sie die größere Rolle der sanften Eula, die zusammen mit ihrer von Lorna Maitland dargestellten Schwester von der Mutter zur Prostitution angehalten wird. Speziell für Horten schrieb Meyer die Rolle um und machte sie (wegen ihres deutschen Akzents) zu einer Taubstummen. Allerdings weigerte sie sich am Set, ihre Nacktszene mit John Furlong vor der gesamten Crew zu drehen, so dass Meyer diese Szene allein filmen musste. Entsprechend besetzte er sie in seinem folgenden Film Motorpsycho … wie wilde Hengste nicht; Horten war dort für das Make-Up zuständig.
Bald darauf folgte die Trennung von Meyer. Sie spielte noch einige kleinere Rollen und lebte nach Meyers Erinnerung in Hollywood mit einem anderen Regisseur zusammen. Danach verliert sich ihre Spur.

## Filmografie
- 1962: Sherlock Holmes und das Halsband des Todes – Regie: Terence Fisher, Frank Winterstein
- 1964: Zimmer 13 – Regie: Harald Reinl
- 1964: Fanny Hill – Regie: Russ Meyer
- 1965: Mudhoney – Im Garten der Lust (Mudhoney) – Regie: Russ Meyer
- 1966: 12 O'Clock High, Serie, Staffel 2, Folge 29: Siren Voices – Regie: Robert Douglas
- 1966: Out of Sight – Regie: Lennie Weinrib
- 1966: Die Mörder stehen Schlange (Murderers' Row) – Regie: Henry Levin
- 1969: Kobra, übernehmen Sie (Mission: Impossible) (Serie, Staffel 3, Folge 22 Nicole) – Regie: Stuart Hagmann
- 1969: Ihr Auftritt, Al Mundy (It Takes a Thief) (Serie, Staffel 2, Folge 24 38-23-36) – Regie: Anton Leader
- 1971: Männerwirtschaft (The Odd Couple) (Serie, Staffel 1, Folge 21 Oscar's New Life) – Regie: Alan Rafkin